# Canyon du Chicamocha
Pour les articles homonymes, voir Chicamocha.

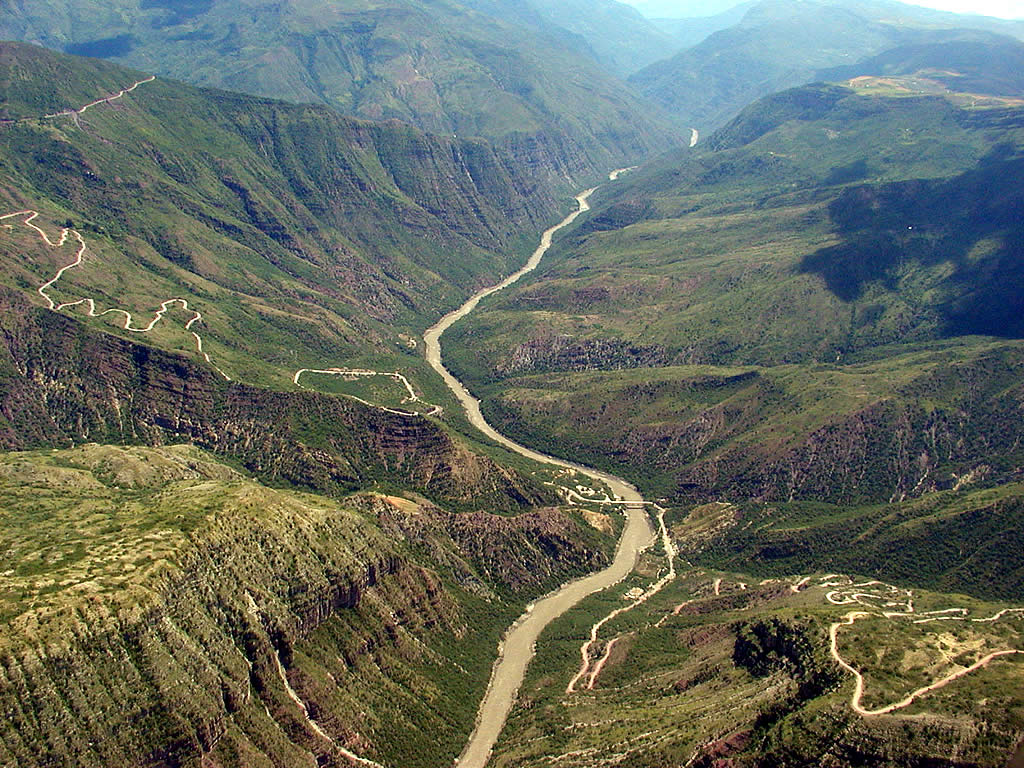
Canyon du Chicamocha.

Le canyon du Chicamocha est un site géologique situé dans une zone extrêmement sismique. Appartenant au département de Santander, à 54 km de la ville de Bucaramanga, en Colombie, il est traversé par le río Chicamocha.

## Description
Le canyon est traversé par un téléphérique faisant la liaison entre le parc national du Chicamocha et le plateau nommé mesa de Los Santos.

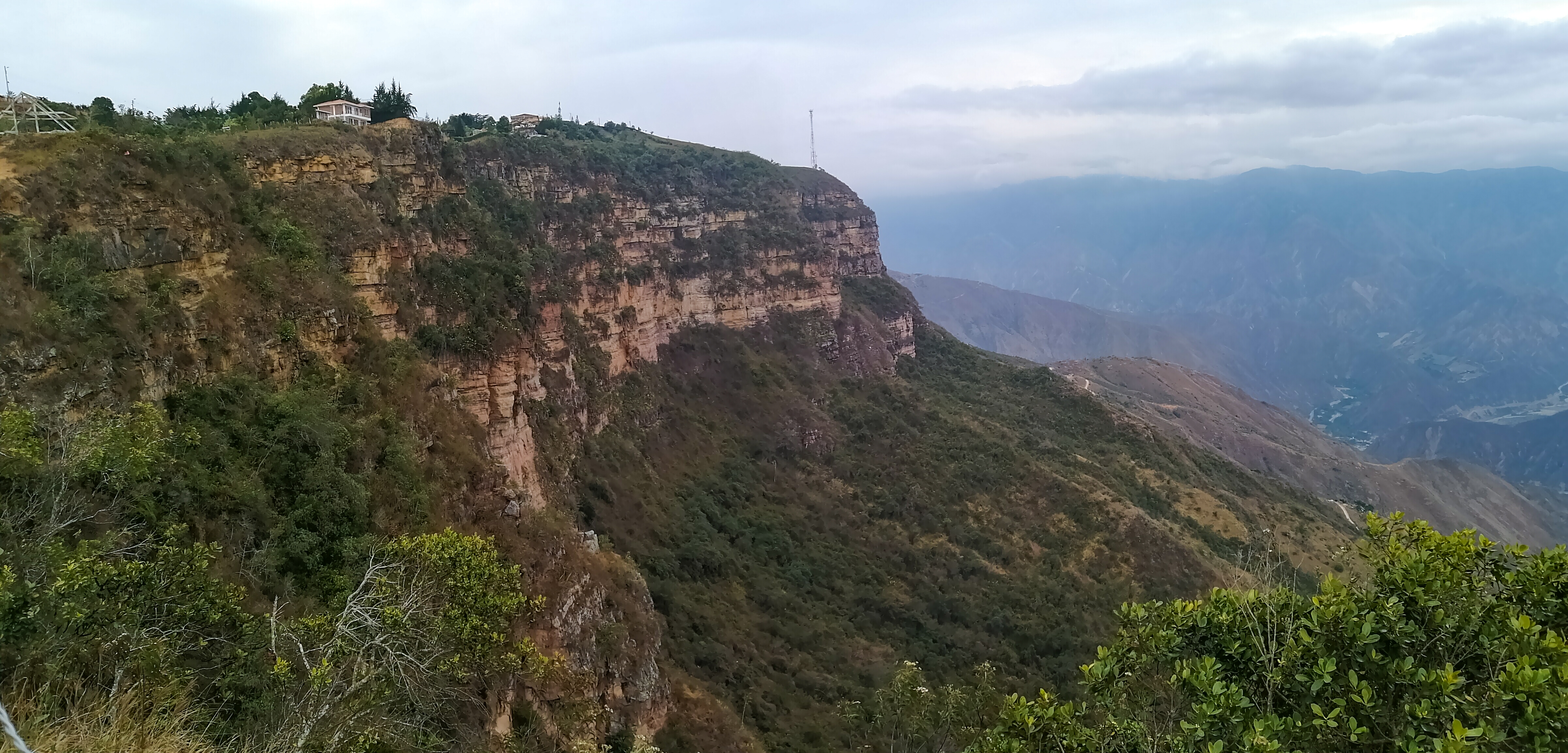
Mesa de Los Santos.
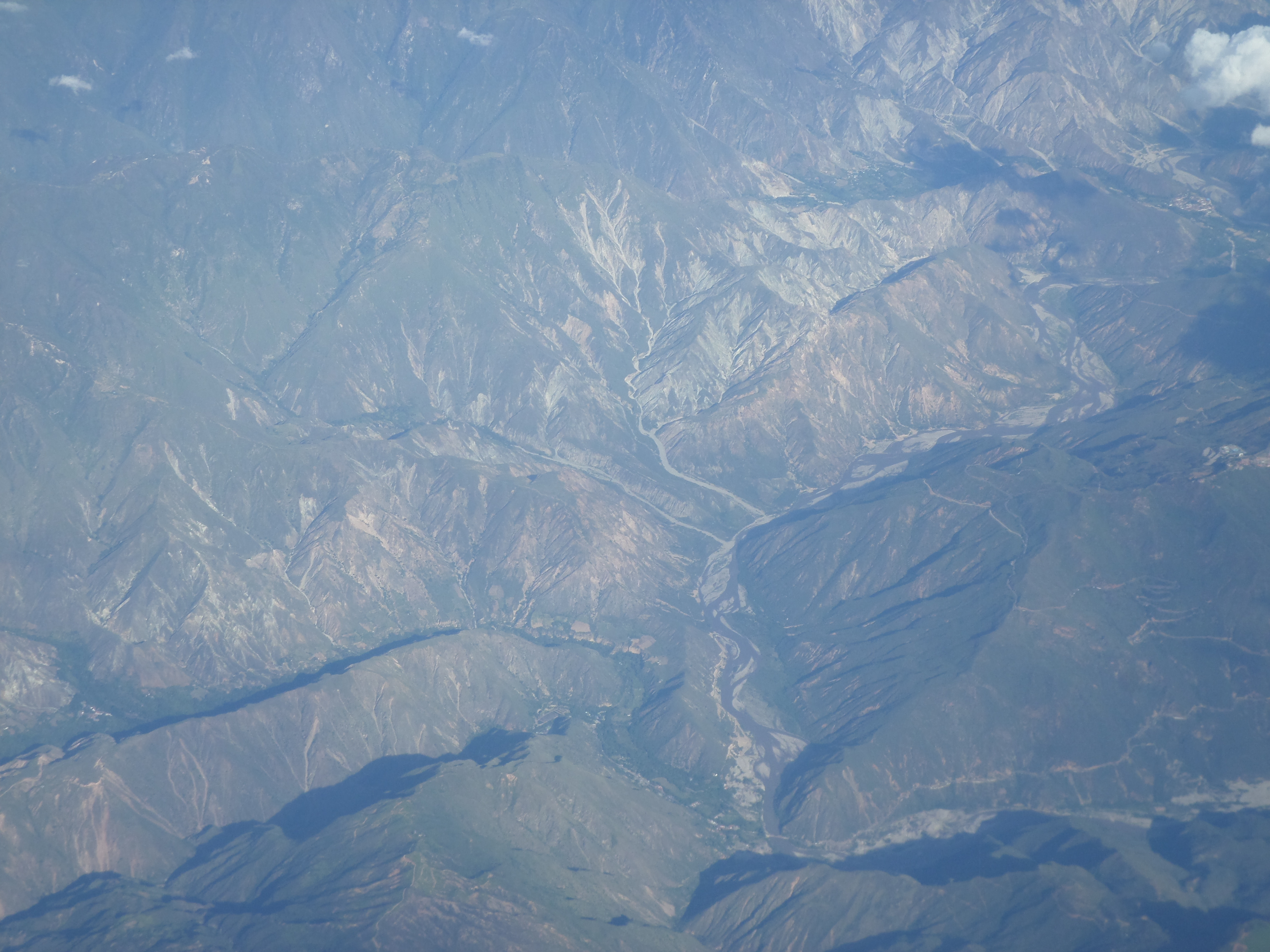
Canyon du Chicamocha.
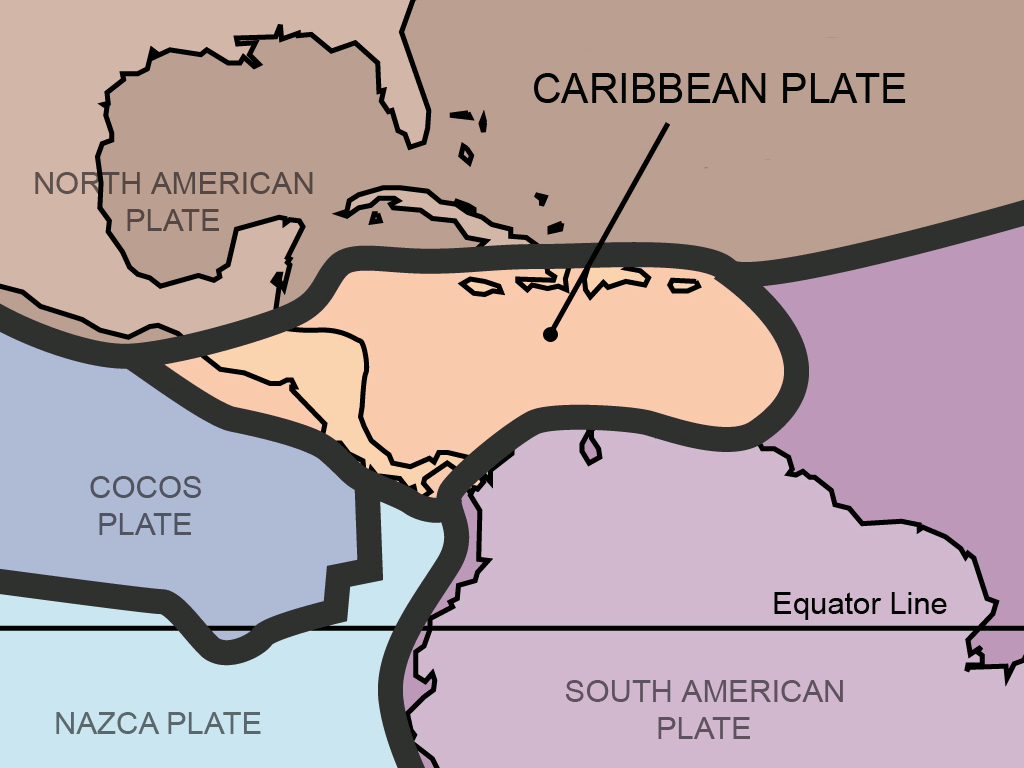
Plaques tectoniques, Colombie.

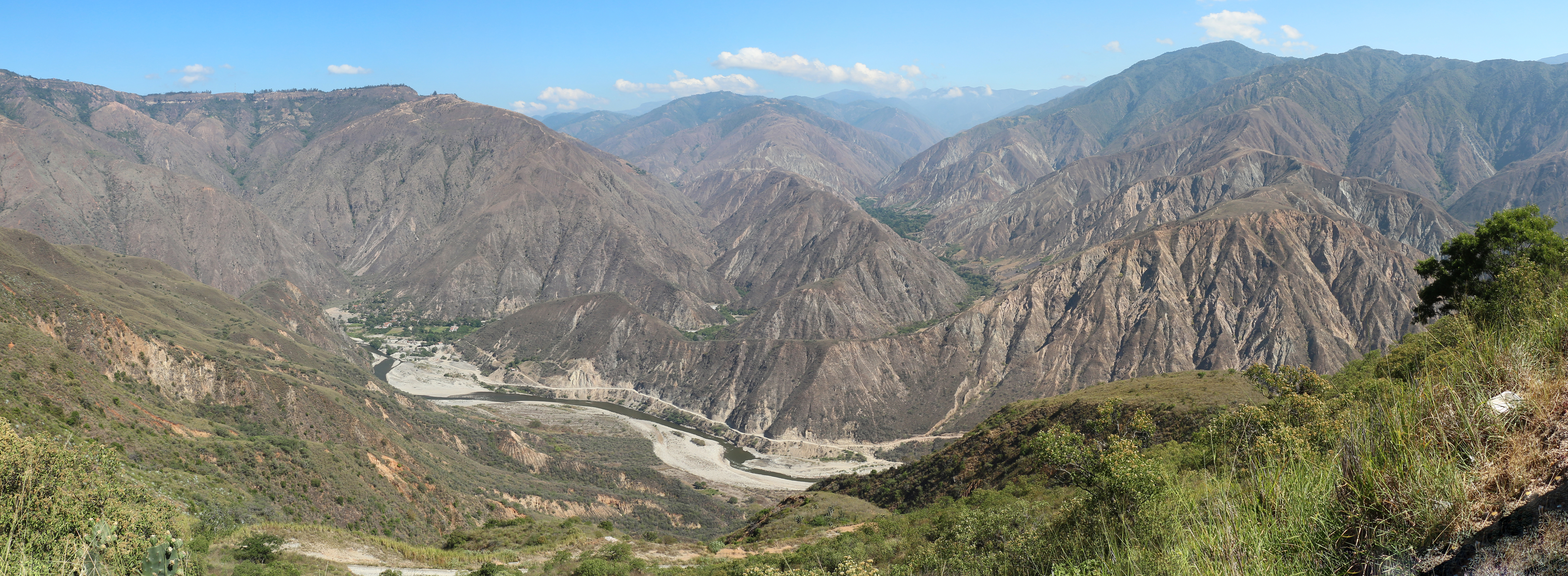
Canyon du Chicamocha.